# نمایی از بالا
نمایی از بالا (به انگلیسی: View from the Top) فیلمی محصول سال ۲۰۰۳ به کارگردانی برونو بارتو است. در این فیلم گوئینت پالترو، مارک روفالو، کریستینا اپل‌گیت، مایک مایرز، کندیس برگن، کلی پرستون، جاشوآ مالینا و راب لو بازی کردند.

## خلاصه داستان
دونا (گوئینت پالترو) یک دختر فقیر است از یک خانواده پایین اما خواندن کتاب هوانوردی نوشته سالی وستون (کندیس برگن) در زندگی او تأثیر می‌گذارد و او تصمیم می‌گیرد کار خود را از هوانوردی آغاز کند و هدفش کار کردن در یکی از بهترین شرکت‌های هواپیمایی باشد.
او در این میان با جوانی به نام تد استوارت (مارک روفالو) آشنا می‌شود که او هم اهداف بزرگی در سر دارد تد استوارت، دونا(گوئینت پالترو) را با خانواده خودش آشنا می‌کند دونا که خود خانواده خوبی نداشته بادیدن خانواده خوب «تد» بیشتر تحت تأثیر قرار می‌گیرد.
دونا درست در زمانی که به اوج می‌رسد و در کار خود بهترین مهماندار می‌شود تصمیم می‌گیرد به شرکت کوچک‌تر و محلی برود تا بتواند با تد زندگی کند.